# ساردارا
ساردارا، (بالإنجليزية: Sardara)‏، (سردينيا: Sàrdara) هي بلدية في مقاطعة جنوب سردينيا في المنطقة الإيطالية سردينيا، وتقع على بعد حوالي 50 كيلومترا (31 ميل) شمال غرب كالياري، وحوالي 8 كيلومترات (5 ميل) شمال غرب سانلوري.

## السكان
في سنة 1861 بلغ عدد السكان 2٬474 نسمة، وتطور العدد ليصل في سنة 2011 لـ 4٬168 نسمة.
يظهر هذا المخطط البياني تطور النمو السكاني لـ ساردارا